# George Sheldon
George Herbert Sheldon (17 maggio 1874 – St. Louis, 25 novembre 1907) è stato un tuffatore statunitense.
Partecipò alla gara di tuffi dalla piattaforma ai Giochi olimpici di Saint Louis 1904, in cui vinse la medaglia d'oro. Morì tre anni dopo l'Olimpiade a causa di una lesione cardiaca.
Nel 1989 Sheldon fu introdotto nell'International Swimming Hall of Fame.

## Palmarès
In carriera ha conseguito i seguenti risultati:
- Giochi olimpici

St. Louis 1904: una medaglia d'oro nella piattaforma.